# The Dreams You Dread
The Dreams You Dread è il quarto album in studio del gruppo musicale Benediction, pubblicato nel 1995 dalla Nuclear Blast.

## Tracce
1. Down on Whores (Leave Them All for Dead) - 5:20
2. Certified...? - 2:28
3. Soulstream - 4:11
4. Where Flies Are Born - 4:38
5. Answer to Me - 4:35
6. Griefgiver - 4:57
7. Denial - 5:27
8. Negative Growth - 3:39
9. Blood from Stone - 3:30
10. Path of the Serpent - 4:10
11. Saneless Theory - 2:13

## Formazione
- Dave Ingram - voce
- Frank Healy - basso
- Peter Rew - chitarra
- Darren Brookes - chitarra
- Neil Hutton - batteria